# روبرت غوردون (ممثل)
روبرت غوردون (بالإنجليزية: Robert Gordon)‏ هو مخرج وممثل أمريكي، ولد في 21 أغسطس 1913 ببيتسبرغ في الولايات المتحدة، وتوفي في 1 ديسمبر 1990 بلوس أنجلوس في الولايات المتحدة.

## أعمال

### أفلام
- (1935) لحن برودواي لعام 1936

## وصلات خارجية
- روبرت جوردون على موقع IMDb (الإنجليزية)
- روبرت جوردون على موقع ألو سيني (الفرنسية)
- روبرت جوردون على موقع أول موفي (الإنجليزية)
- روبرت جوردون على موقع قاعدة بيانات الأفلام السويدية (السويدية)
- روبرت جوردون على موقع قاعدة بيانات الفيلم (الإنجليزية)
- روبرت جوردون على موقع كينوبويسك (الروسية)